# Цзэн Чжуньсинь
Цзэн Чжуньсинь (кит. упр. 曾俊欣, пиньинь Zēng Jùnxīn; род. 8 августа 2001, Тайвань) — китайский профессиональный теннисист, представляющий на соревнованиях Китайский Тайбэй. Чемпион летней Универсиады 2019 года. Чемпион юношеского Открытого чемпионата Франции по теннису 2018 года и юношеского Уимблдонского турнира 2018 года в одиночном разряде.

## Общая информация
Цзэн начал играть в теннис в возрасте пяти лет со своим отцом, который работал на ночном рынке в Тайване. Начал тренироваться в команде начальной школы, расположенной в районе Юнхэ, Новый Тайбэй.
Тайваньские СМИ прозвали его «чемпионом ночного рынка» (кит.: 夜市球王), так как его родители продавали танхулу на ночном рынке Лехуа в Новом Тайбэе, чтобы профинансировать его спортивное развитие.

## Спортивная карьера
С 13 лет Цзэн продолжил обучение в Академии тенниса Муратоглу во Франции. В этот период выиграл титул в одиночном разряде на турнире Petits As в 2015 году.
В 2018 году выиграл свой первый турнир ITF Futures во Вьетнаме. Стал победителем турнира Большого шлема среди юношей в одиночном разряде на Открытом чемпионате Франции, а через месяц завоевал титул чемпиона Уимблдона среди юношей в одиночном разряде.
В 2019 году дебютировал в ATP Туре на турнире в Майами в качестве приглашённого игрока.
На летней Универсиаде 2019 года Цзэн завоевал золотую медаль в мужском одиночном разряде и бронзовую в командном турнире.

### 2021—2022
В 2022 году дебютировал на турнирах Большого шлема на Открытом чемпионате Австралии, где получил специальное приглашение.
В следующем месяце, в феврале 2022 года, Цзэн выиграл свой второй титул ATP Challenger в Бангалоре. В апреле 2022 года выиграл свой третий титул ATP Challenger в Мурсии.
В мае 2022 года квалифицировался на свой второй турнир Большого шлема на Открытом чемпионате Франции. Проиграл в первом раунде в пяти сетах португальцу Жуану Соузе.
13 июня 2022 года, после полуфинала на турнире в Братиславе, Цзэн дебютировал в топ-100.
Участвовал в финале ATP Next Generation 2022 года в качестве шестой ракетки турнира.

### 2023—2025
В 2023 году дебютировал в квалификации турнира Masters 1000, «Ролекс Шанхай Мастерс». Прошёл в основную сетку и победил Александра Шевченко в своем дебютном матче на этом турнире, одержав первую победу на турнире Masters.
В марте 2024 года выиграл свой четвёртый турнир серии «Челленджер» на турнире Kiskút Open в Секешфехерваре.
Занимая 159-е место в рейтинге, Цзэн вышел в четвертьфинал основной сетки турнира ATP в Хорватии.
Зимой 2025 года вышел в свой второй в карьере четвертьфинал ATP на турнире ATP 500 в Рио-де-Жанейро, где по ходу соревнования победил третьего сеяного Алехандро Табило из Чили.

## Рейтинг на конец года
| Год  | Одиночный рейтинг | Парный рейтинг |
| 2024 | 119               | 633            |
| 2023 | 298               | 1133           |
| 2022 | 115               | 489            |
| 2021 | 188               | 404            |
| 2020 | 280               | 473            |
| 2019 | 305               | 675            |